# 2020-as NBA-draft
A 2020-as NBA-draftot 2020. november 18-án tartották. Eredetileg a brooklyni Barclays Centerben rendezték volna meg június 25-én, de elhalasztották a Covid19-pandémia miatt. Az eseményt végül online tartották, a connecticuti Bristolból. A National Basketball Association (NBA) 74. játékosbörzéje, amelyben az Egyesült Államok amatőr egyetemi játékosait választották, nemzetközi játékosokkal kiegészítve. A lottót eredetileg 2020. május 19-én tartották volna, de augusztus 20-ig halasztották. Ez volt az első draft 1975 óta, amelyet nem júniusba tartottak és a második, amelyet több, mint egy hónappal júniust követően rendeztek. Az első választást a Minnesota Timberwolves kapta, amellyel a Georgia játékosát, Anthony Edwards-t választották.

## Választások

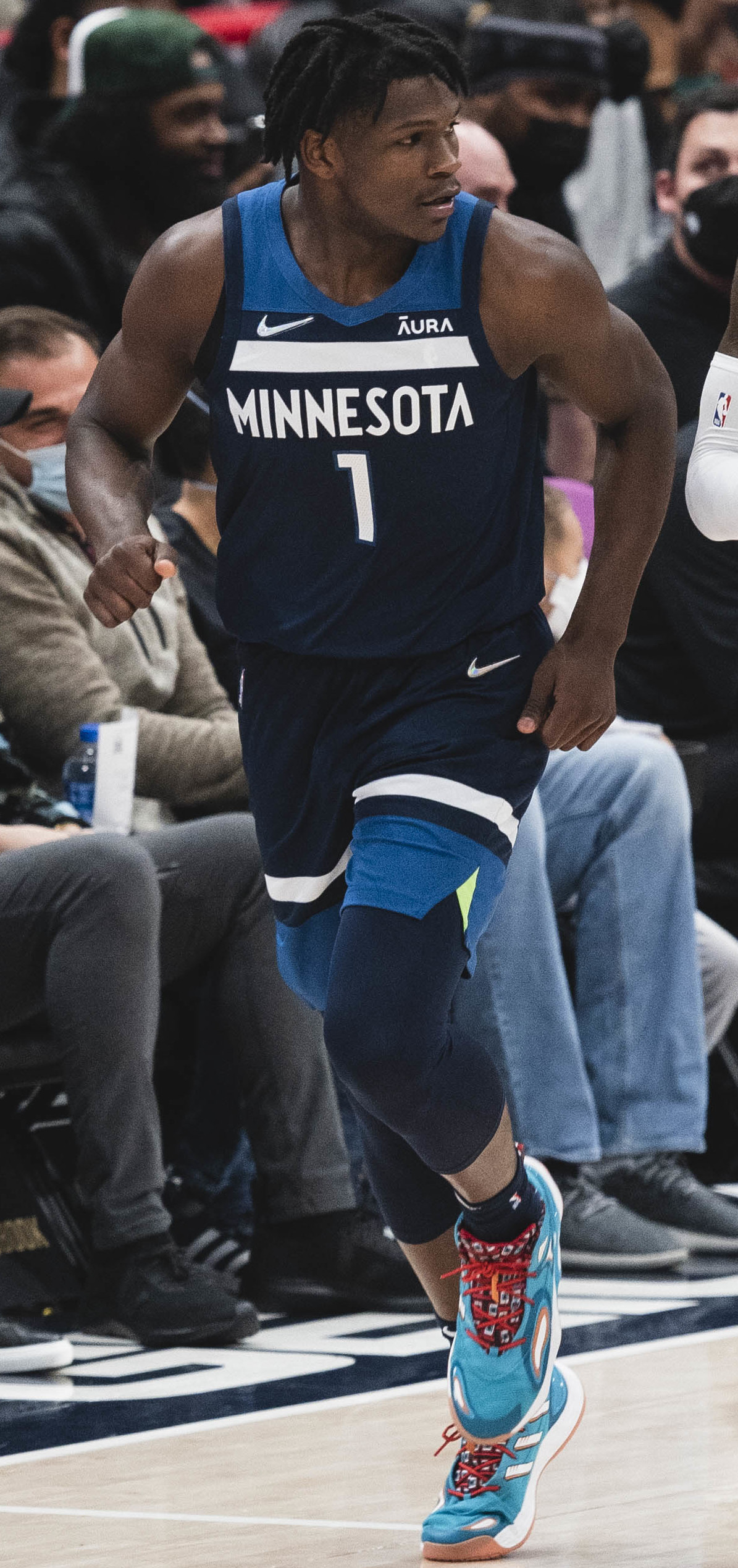
Anthony Edwards volt az első választás (Minnesota Timberwolves)

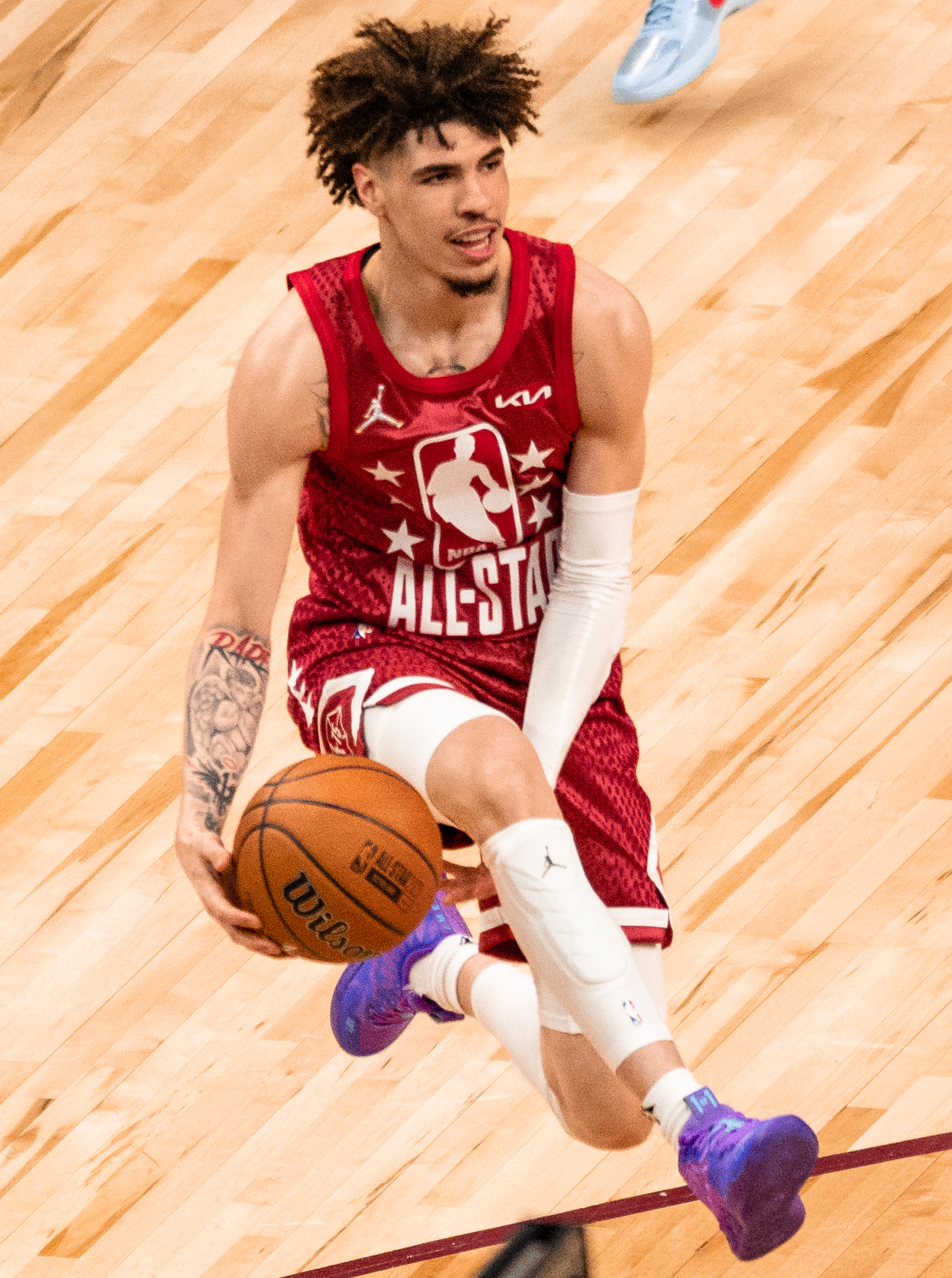
A Charlotte Hornets LaMelo Ballt választotta a harmadik helyen

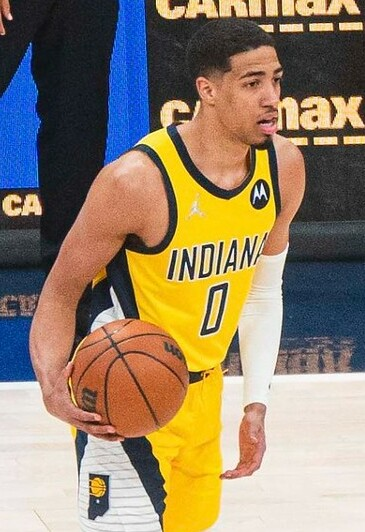
A Sacramento Kings a 12. helyen választottaTyrese Haliburtont

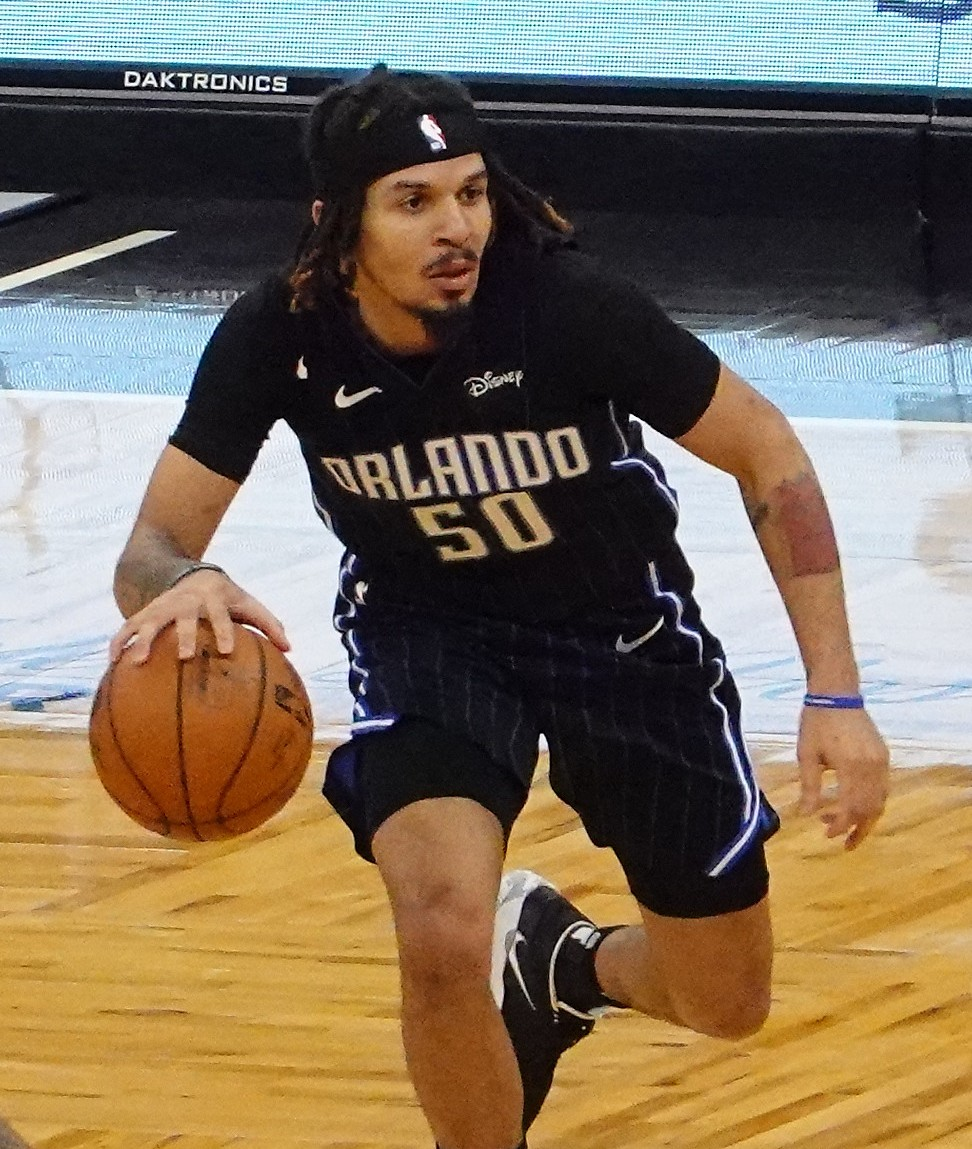
Cole Anthony volt a 15. választás (Orlando Magic)

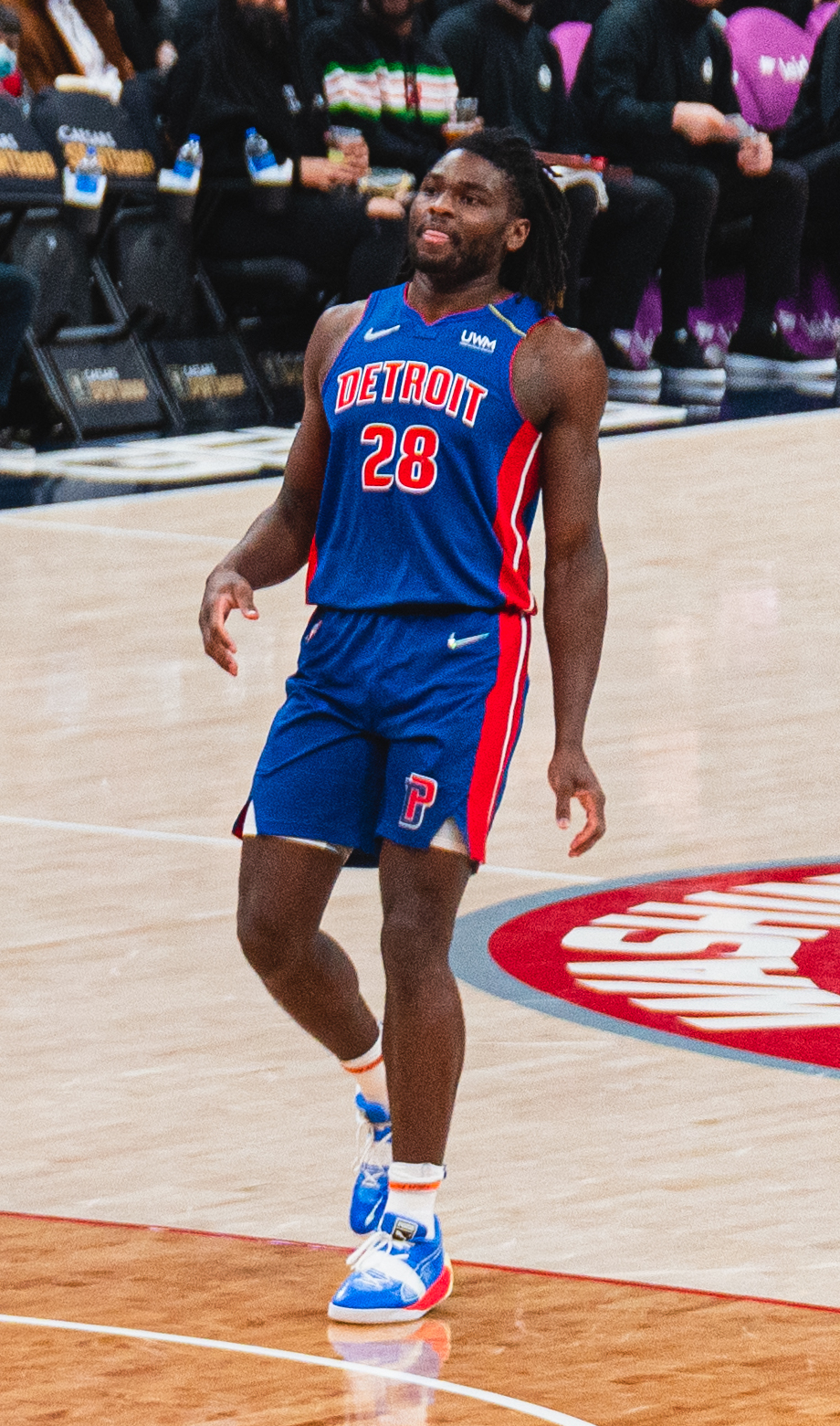
Isaiah Stewart a 16. választás volt (Portland Trail Blazers, majd a Detroit Pistons csapatába küldték a Houston Rockets-on keresztül)

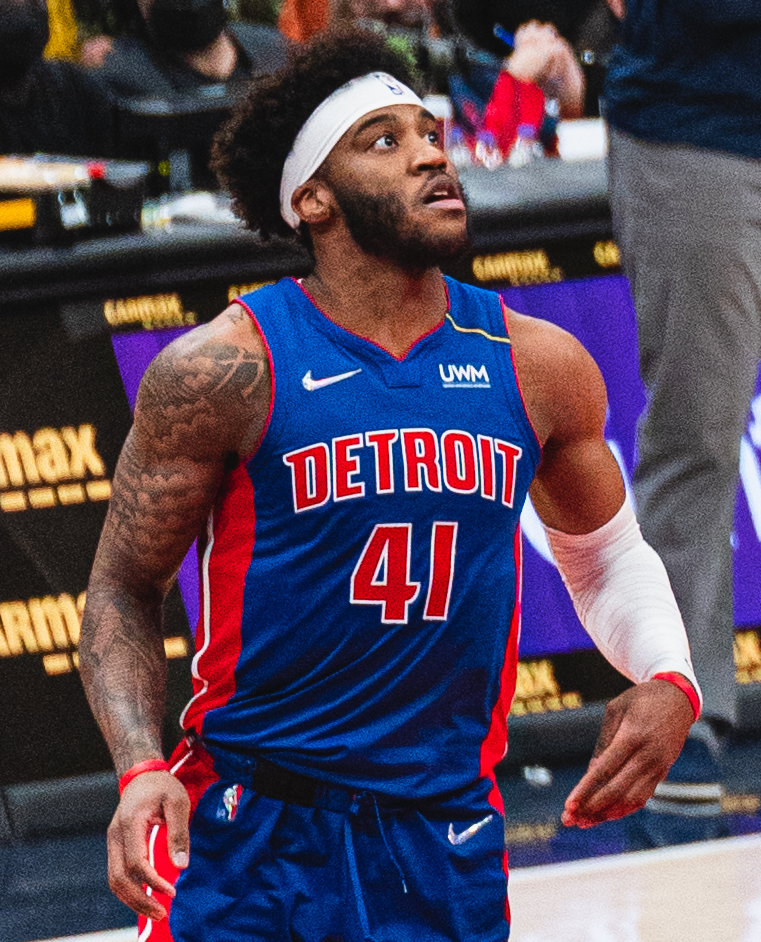
Saddiq Bey a 19. választás volt (Brooklyn Nets, később a Detroit Pistons-ba küldve)

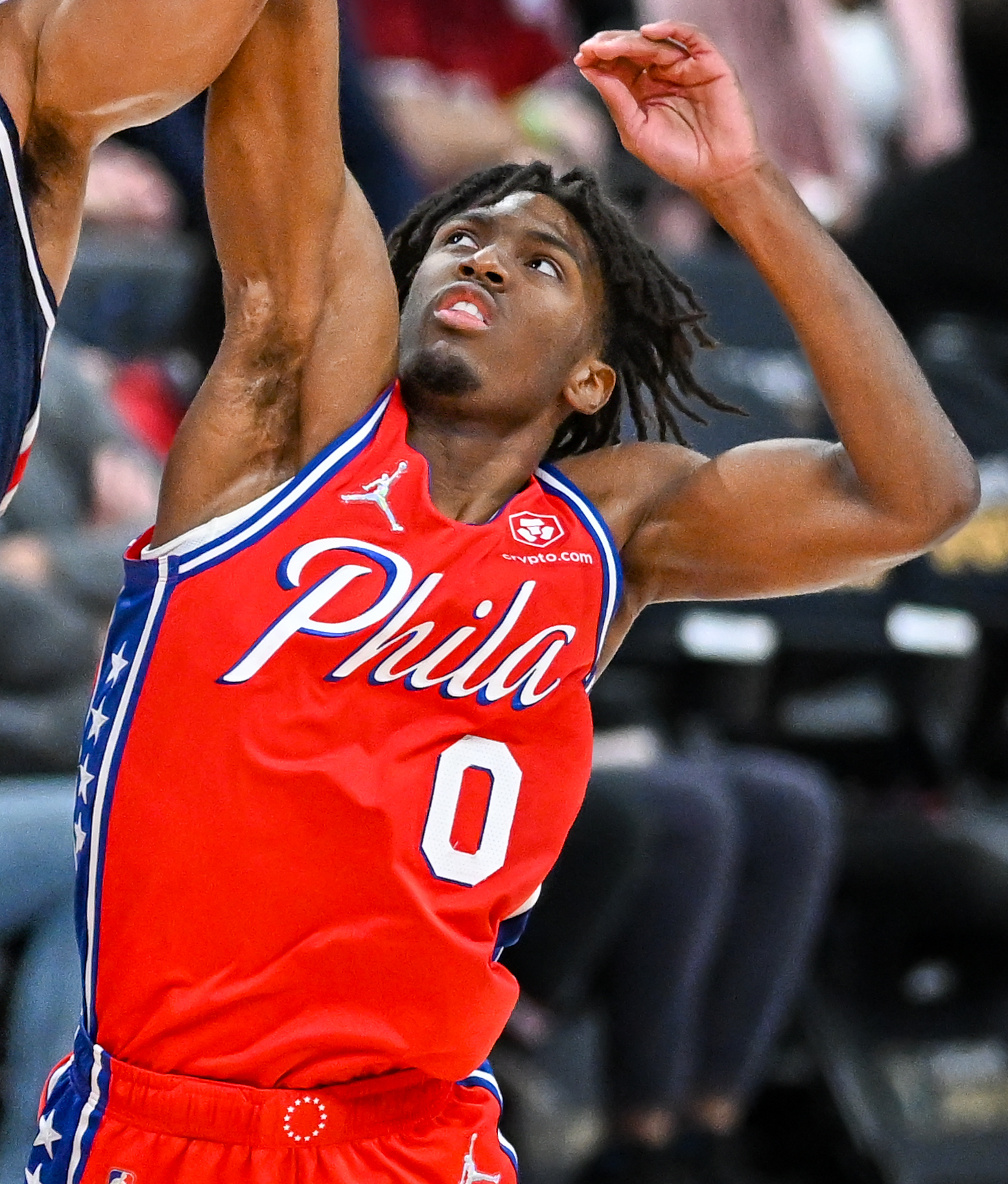
Tyrese Maxey a 21. választás volt (Philadelphia 76ers)

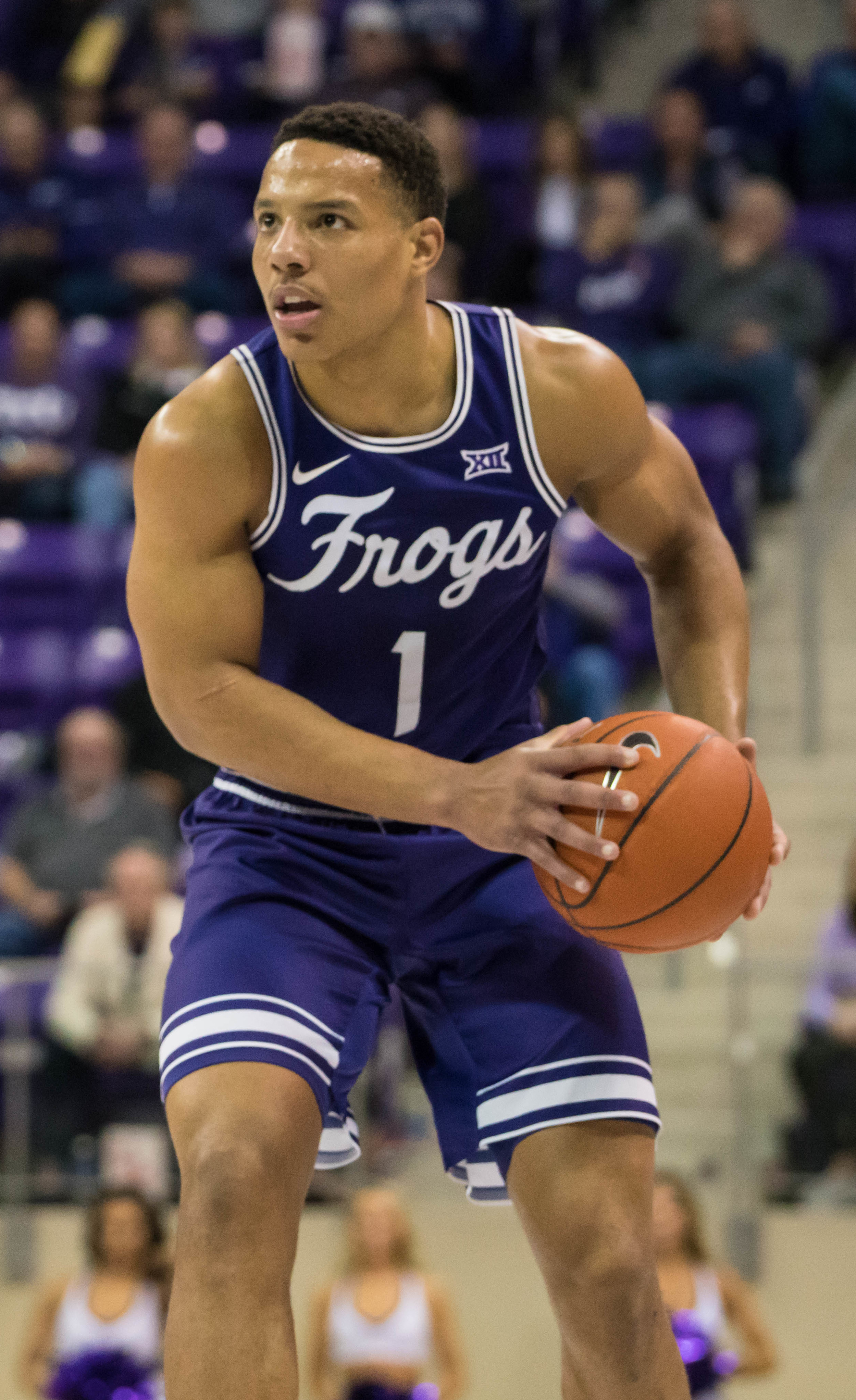
Desmond Bane a 30. választás volt (Boston Celtics, majd a Memphis Grizzlies csapatába küldték)

| PG | Irányító | SG | Dobóhátvéd | SF | Alacsonybedobó | PF | Erőcsatár | C | Center |

| * | Beválasztották legalább egy All Star és egy All NBA csapatba. |
| + | Beválasztották legalább egy All Star csapatba.                |
| x | Beválasztották legalább egy All NBA csapatba.                 |
| # | Soha nem szerepelt az NBA-ben.                                |
| ~ | Megválasztották az év újoncának.                              |

| Kör | Vál. | Játékos            | Poz.  | Nemzetiség       | Csapat                                                                                  | Iskola / Csapat       |
| --- | ---- | ------------------ | ----- | ---------------- | --------------------------------------------------------------------------------------- | --------------------- |
| 1   | 1    | Anthony Edwards    | SG    | Egyesült Államok | Minnesota Timberwolves                                                                  | Georgia               |
| 1   | 2    | James Wiseman      | C     | Egyesült Államok | Golden State Warriors                                                                   | Memphis               |
| 1   | 3    | LaMelo Ball~+      | PG    | Egyesült Államok | Charlotte Hornets                                                                       | Illawarra Hawks       |
| 1   | 4    | Patrick Williams   | SF    | Egyesült Államok | Chicago Bulls                                                                           | Florida State         |
| 1   | 5    | Isaac Okoro        | SF    | Egyesült Államok | Cleveland Cavaliers                                                                     | Auburn                |
| 1   | 6    | Onyeka Okongwu     | PF    | Egyesült Államok | Atlanta Hawks                                                                           | USC                   |
| 1   | 7    | Killian Hayes      | PG    | Franciaország    | Detroit Pistons                                                                         | Ratiopharm Ulm        |
| 1   | 8    | Obi Toppin         | PF    | Egyesült Államok | New York Knicks                                                                         | Dayton                |
| 1   | 9    | Deni Avdija        | SF    | Izrael           | Washington Wizards                                                                      | Makkabi Tel-Aviv      |
| 1   | 10   | Jalen Smith        | PF/C  | Egyesült Államok | Phoenix Suns                                                                            | Maryland              |
| 1   | 11   | Devin Vassell      | SG    | Egyesült Államok | San Antonio Spurs                                                                       | Florida State         |
| 1   | 12   | Tyrese Haliburton  | PG    | Egyesült Államok | Sacramento Kings                                                                        | Iowa State            |
| 1   | 13   | Kira Lewis Jr.     | PG    | Egyesült Államok | New Orleans Pelicans                                                                    | Alabama               |
| 1   | 14   | Aaron Nesmith      | SF    | Egyesült Államok | Boston Celtics (Memphis-ből)                                                            | Vanderbilt            |
| 1   | 15   | Cole Anthony       | PG    | Egyesült Államok | Orlando Magic                                                                           | North Carolina        |
| 1   | 16   | Isaiah Stewart     | PF/C  | Egyesült Államok | Portland Trail Blazers (Detroitbe küldve, Houstonon keresztül)                          | Washington            |
| 1   | 17   | Aleksej Pokuševski | SF/PF | Szerbia          | Minnesota Timberwolves (Brooklynból, Atlantán keresztül, később Oklahoma Citybe küldve) | Olimbiakósz           |
| 1   | 18   | Josh Green         | SG    | Ausztrália       | Dallas Mavericks                                                                        | Arizona               |
| 1   | 19   | Saddiq Bey         | SF    | Egyesült Államok | Brooklyn Nets (Philadelphiából, az L.A. Clippers-en keresztül, később Detroitba küldve) | Villanova             |
| 1   | 20   | Precious Achiuwa   | PF    | Nigéria          | Miami Heat                                                                              | Memphis               |
| 1   | 21   | Tyrese Maxey       | PG    | Egyesült Államok | Philadelphia 76ers (Oklahoma City-ből, Philadelphián és Orlandón keresztül)             | Kentucky              |
| 1   | 22   | Zeke Nnaji         | PF/C  | Egyesült Államok | Denver Nuggets (Houstonból)                                                             | Arizona               |
| 1   | 23   | Leandro Bolmaro    | SF    | Argentína        | New York Knicks (Utah-ból, Minnesotába küldve)                                          | FC Barcelona          |
| 1   | 24   | R. J. Hampton      | SG    | Egyesült Államok | Milwaukee Bucks (Indianából, később Denverbe küldte)                                    | New Zealand Breakers  |
| 1   | 25   | Immanuel Quickley  | SG    | Egyesült Államok | Oklahoma City Thunder (Denverből, később New Yorkba küldve)                             | Kentucky              |
| 1   | 26   | Payton Pritchard   | PG    | Egyesült Államok | Boston Celtics                                                                          | Oregon                |
| 1   | 27   | Udoka Azubuike     | C     | Nigéria          | Utah Jazz (az L.A. Clippers-től, New Yorkon keresztül)                                  | Kansas                |
| 1   | 28   | Jaden McDaniels    | SF    | Egyesült Államok | Los Angeles Lakers (Minnesotából, Oklahoma Cityn keresztül)                             | Washington            |
| 1   | 29   | Malachi Flynn      | PG    | Egyesült Államok | Toronto Raptors                                                                         | San Diego State       |
| 1   | 30   | Desmond Bane       | SG    | Egyesült Államok | Boston Celtics (Milwaukee-ból, Phoenix-en keresztül, később Memphis-be küldve)          | TCU                   |
| 2   | 31   | Tyrell Terry       | PG    | Egyesült Államok | Dallas Mavericks (Golden State-ből)                                                     | Stanford              |
| 2   | 32   | Vernon Carey Jr.   | PF    | Egyesült Államok | Charlotte Hornets (Clevelandből, Portlanden, Orlandón és az L.A. Clippers-en keresztül) | Duke                  |
| 2   | 33   | Daniel Oturu       | C     | Egyesült Államok | Minnesota Timberwolves (az L.A. Clippers-be küldve)                                     | Minnesota             |
| 2   | 34   | Théo Maledon       | PG    | Franciaország    | Philadelphia 76ers (Atlantából)                                                         | ASVEL Villerbaunne    |
| 2   | 35   | Xavier Tillman     | PF    | Egyesült Államok | Sacramento Kings (Detroitból, Phoenix-en keresztül, később Memphis-be küldve)           | Michigan State        |
| 2   | 36   | Tyler Bey          | SF    | Egyesült Államok | Philadelphia 76ers (New Yorkból, Dallasba küldve)                                       | Colorado              |
| 2   | 37   | Vít Krejčí         | PG    | Csehország       | Washington Wizards (Chicagóból, később Oklahoma Citybe küldve)                          | Casademont Zaragoza   |
| 2   | 38   | Saben Lee          | PG    | Egyesült Államok | Utah Jazz (Charlotte-ból, New Yorkon keresztül, később Detroitba küldve)                | Vanderbilt            |
| 2   | 39   | Elijah Hughes      | SF    | Egyesült Államok | New Orleans Pelicans (Washingtonból, Milwaukee-n keresztül, később Utah-ba küldve)      | Syracuse              |
| 2   | 40   | Robert Woodard II  | SF    | Egyesült Államok | Memphis Grizzlies (Phoenix-ből, később Sacramentóba küldve)                             | Mississippi State     |
| 2   | 41   | Tre Jones          | PG    | Egyesült Államok | San Antonio Spurs                                                                       | Duke                  |
| 2   | 42   | Nick Richards      | C     | Jamaica          | New Orleans Pelicans (Charlotte-ba küldve)                                              | Kentucky              |
| 2   | 43   | Jahmi'us Ramsey    | SG    | Egyesült Államok | Sacramento Kings                                                                        | Texas Tech            |
| 2   | 44   | Marko Simonović    | C     | Montenegró       | Chicago Bulls (Memphis-ből)                                                             | Mega Soccerbet        |
| 2   | 45   | Jordan Nwora       | SF    | Nigéria          | Milwaukee Bucks (Orlandóból)                                                            | Louisville            |
| 2   | 46   | C. J. Elleby       | SG    | Egyesült Államok | Portland Trail Blazers                                                                  | Washington State      |
| 2   | 47   | Yam Madar#         | PG    | Izrael           | Boston Celtics (Brooklynból, a Philadelphián, Orlandón és Charlotte-on keresztül)       | MK Hapóél Tel-Aviv    |
| 2   | 48   | Nico Mannion       | PG    | Olaszország      | Golden State Warriors (Dallas-ból, Philadelphián keresztül)                             | Arizona               |
| 2   | 49   | Isaiah Joe         | SG    | Egyesült Államok | Philadelphia 76ers                                                                      | Arkansas              |
| 2   | 50   | Skylar Mays        | PG    | Egyesült Államok | Atlanta Hawks (Miamiból, Bostonon és Clevelanden keresztül)                             | LSU                   |
| 2   | 51   | Justinian Jessup#  | SG    | Egyesült Államok | Golden State Warriors (Utah-ból, Clevelanden, Detroiton és Dallas-on keresztül)         | Boise State           |
| 2   | 52   | Kenyon Martin Jr.  | SG    | Egyesült Államok | Sacramento Kings (Houstonból, később Houstonba küldve)                                  | IMG Academy           |
| 2   | 53   | Cassius Winston    | PG    | Egyesült Államok | Oklahoma City Thunder (Washingtonba küldve)                                             | Michigan State        |
| 2   | 54   | Cassius Stanley    | SG    | Egyesült Államok | Indiana Pacers                                                                          | Duke                  |
| 2   | 55   | Jay Scrubb         | SG    | Egyesült Államok | Brooklyn Nets (Denverből, később a L.A. Clippers-be küldve)                             | John A. Logan         |
| 2   | 56   | Grant Riller       | SG    | Egyesült Államok | Charlotte Hornets (Bostonból)                                                           | College of Charleston |
| 2   | 57   | Reggie Perry       | PF    | Egyesült Államok | Los Angeles Clippers (Brooklynba küldve)                                                | Mississippi State     |
| 2   | 58   | Paul Reed          | PF    | Egyesült Államok | Philadelphia 76ers (L.A. Lakers-től, Orlandón keresztül)                                | DePaul                |
| 2   | 59   | Jalen Harris       | SG    | Egyesült Államok | Toronto Raptors                                                                         | Nevada                |
| 2   | 60   | Sam Merrill        | SG    | Egyesült Államok | New Orleans Pelicans (Milwaukee-ból, később Milwaukee-ba küldve)                        | Utah State            |

## Fontosabb nem választott játékosok
Ezeket a játékosokat nem választották a draftban, de játszottak legalább egy mérkőzést a ligában.
| Játékos           | Poz.  | Nemzetiség |
| ----------------- | ----- | ---------- |
| Ty-Shon Alexander | SG    | USA        |
| Jarron Cumberland | SG    | USA        |
| Nate Darling      | SG    | CAN        |
| Javin DeLaurier   | C     | USA        |
| Mamadi Diakite    | PF    | GUI        |
| Devon Dotson      | PG    | USA        |
| Jeff Dowtin       | PG    | USA        |
| Jaime Echenique   | C     | COL        |
| Rob Edwards       | SG    | USA        |
| Malik Fitts       | PF    | USA        |
| Trent Forrest     | PG/SG | USA        |
| Freddie Gillespie | PF    | USA        |
| Ashton Hagans     | PG    | USA        |
| Josh Hall         | SF    | USA        |
| Nate Hinton       | SG    | USA        |
| Markus Howard     | PG    | USA        |
| Mason Jones       | SG    | USA        |
| Braxton Key       | SF/SG | USA        |
| Nathan Knight     | PF/C  | USA        |
| Anthony Lamb      | SF    | USA        |
| Karim Mané        | PG    | CAN        |
| Naji Marshall     | SF    | USA        |
| Sean McDermott    | SF    | USA        |
| Cameron McGriff   | SF    | USA        |
| Ade Murkey        | SG    | USA        |
| Myles Powell      | SG    | USA        |
| Trevelin Queen    | SG    | USA        |
| Matt Ryan         | SF    | USA        |
| Trevon Scott      | SG    | USA        |
| Zavier Simpson    | PG    | USA        |
| Xavier Sneed      | SF    | USA        |
| Lamar Stevens     | PF    | USA        |
| Jon Teske         | C     | USA        |
| Brodric Thomas    | SG    | USA        |
| Killian Tillie    | PF/C  | FRA        |
| Lindy Waters III  | SG    | USA        |
| Ömer Yurtseven    | C     | TUR        |

## Draft lottó
|  | Valós eredmény |

| Csapat                 | 2019–2020-as teljesítmény | Lottóesélyek | Valószínűség | Valószínűség | Valószínűség | Valószínűség | Valószínűség | Valószínűség | Valószínűség | Valószínűség | Valószínűség | Valószínűség | Valószínűség | Valószínűség | Valószínűség | Valószínűség |
| Csapat                 | 2019–2020-as teljesítmény | Lottóesélyek | 1.           | 2.           | 3.           | 4.           | 5.           | 6.           | 7.           | 8.           | 9.           | 10.          | 11.          | 12.          | 13.          | 14.          |
| ---------------------- | ------------------------- | ------------ | ------------ | ------------ | ------------ | ------------ | ------------ | ------------ | ------------ | ------------ | ------------ | ------------ | ------------ | ------------ | ------------ | ------------ |
| Golden State Warriors  | 15–50                     | 140          | 0.140        | 0.134        | 0.127        | 0.120        | 0.479        | —            | —            | —            | —            | —            | —            | —            | —            | —            |
| Cleveland Cavaliers    | 19–46                     | 140          | 0.140        | 0.134        | 0.127        | 0.120        | 0.278        | 0.200        | —            | —            | —            | —            | —            | —            | —            | —            |
| Minnesota Timberwolves | 19–45                     | 140          | 0.140        | 0.134        | 0.127        | 0.120        | 0.148        | 0.260        | 0.070        | —            | —            | —            | —            | —            | —            | —            |
| Atlanta Hawks          | 20–47                     | 125          | 0.125        | 0.122        | 0.119        | 0.115        | 0.072        | 0.257        | 0.167        | 0.022        | —            | —            | —            | —            | —            | —            |
| Detroit Pistons        | 20–46                     | 105          | 0.105        | 0.105        | 0.106        | 0.105        | 0.022        | 0.196        | 0.267        | 0.087        | 0.006        | —            | —            | —            | —            | —            |
| New York Knicks        | 21–45                     | 90           | 0.090        | 0.092        | 0.094        | 0.096        | —            | 0.086        | 0.298        | 0.206        | 0.037        | 0.001        | —            | —            | —            | —            |
| Chicago Bulls          | 22–43                     | 75           | 0.075        | 0.078        | 0.081        | 0.085        | —            | —            | 0.197        | 0.341        | 0.129        | 0.013        | 0.000        | —            | —            | —            |
| Charlotte Hornets      | 23–42                     | 60           | 0.060        | 0.063        | 0.067        | 0.072        | —            | —            | —            | 0.345        | 0.321        | 0.068        | 0.004        | 0.000        | —            | —            |
| Washington Wizards     | 24–40 (25–47)             | 45           | 0.045        | 0.048        | 0.052        | 0.057        | —            | —            | —            | —            | 0.507        | 0.259        | 0.030        | 0.001        | 0.000        | —            |
| Phoenix Suns           | 26–39 (34–39)             | 30           | 0.030        | 0.033        | 0.036        | 0.040        | —            | —            | —            | —            | —            | 0.659        | 0.190        | 0.012        | 0.000        | 0.000        |
| San Antonio Spurs      | 27–36 (32–39)             | 20           | 0.020        | 0.022        | 0.025        | 0.028        | —            | —            | —            | —            | —            | —            | 0.776        | 0.126        | 0.004        | 0.000        |
| Sacramento Kings       | 28–36 (31–41)             | 13           | 0.013        | 0.014        | 0.016        | 0.018        | —            | —            | —            | —            | —            | —            | —            | 0.861        | 0.076        | 0.001        |
| New Orleans Pelicans   | 28–36 (30–42)             | 12           | 0.012        | 0.013        | 0.015        | 0.017        | —            | —            | —            | —            | —            | —            | —            | —            | 0.920        | 0.023        |
| Memphis Grizzlies      | 32–33 (34–39)             | 5            | 0.005        | 0.006        | 0.006        | 0.007        | —            | —            | —            | —            | —            | —            | —            | —            | —            | 0.976        |